# إذن للرقص
إذنٌ للرقص أو بيرمشن تو دانس (بالإنجليزية: Permission to Dance)‏ هي أغنية للفرقة الكورية الجنوبية بي تي اس. أُصدرت بواسطة بيغ هيت ميوزك وسوني ميوزك في 9 يوليو 2021 كأغنية منفردة (سينغل). كما تم تضمين الأغنية في القرص الذي يتضمن أغنيتهم الأخرى Butter. بيرمشن تو دانس هي ثالث أغنية باللغة الإنجليزية بالكامل لبي تي اس.

## التأليف
كُتبت أغنية «إذنٌ للرقص» من قَبل إد شيران، جوني مكايد، ستيف ماك وجينا اندروز. وتولى الإنتاج ستيف ماك وجينا أندروز بالإضافة لستيفين كيرك. اد شيران قام مسبقاً بالاشتراك في كتابة أغنية بي تي اس Make It Right من ألبومهم Map of the Soul: Persona. بيغ هيت وصفت الأغنية بأنها «ستجعل قلبك ينبض على إيقاع طاقة بي تي اس الإيجابية» وتم تعريف الأغنية على أنها أغنية دانس-بوب بهيجة.

## الإصدار
في 21 مايو 2021، بي تي اس أصدروا أغنيتهم المنفردة الإنجليزية الثانية Butter والتي لاقت نجاحاً هائلاً وإشادة من النقاد. تم إصدار الأغنية بالأصل رقمياً وعلى شكل أقراص فينيل وكاسيتات. ومن ثم في 27 يونيو تم الإعلان عن إصدار قرص Butter بالإضافة لإعلانٍ عن أغنية جديدة. وفي يونيو 27 صرّح ايد شيران في مقابلة مع Most Requested Live أنه قام بكتابة أغنية لبي تي اس قائلاً «في الحقيقة لقد قمت بالعمل مع بي تي اس على أغنيتهم الأخيرة. ولقد كتبت لهم أغنية جديدة». في 1 يوليو، تم الإعلان عن قائمة الأغاني في القرص والكشف عن اسم الأغنية الجديدة، "Permission to Dance". تم إصدار الأغنية رسمياً في 9 يوليو 2021 وتم إصدار ريمكس R&B للأغنية في 23 يوليو.

## الأداء التجاري
في الولايات المتحدة، ترسمت أغنية بيرمشن تو دانس في المركز الأول في مخطط بيلبورد هوت 100 في تاريخ 24 يوليو 2021. مع 15.9 مليون استماع و 1.1 مليون تشغيل في الراديو وبيع 140,000 نسخة في أسبوعها الأول. كانت بيرمشن تو دانس قد أخذت مكان Butter في المركز الأول في مخطط بيلبورد هوت 100 وقد كانت تلك أول مرة يقوم بها فنان باستبدال نفسه في المركز الأول في المخطط منذ أن قام بذلك دريك في 2018 عندما احتلت أغنيته In My Feelings المركز الأول بدلاً من أغنيته الأخرى Nice for What. كما أصبحت بيرمشن تو دانس هي خامس أغنية لبي تي اس تحتل المركز الأول في المخطط في أمريكا وذلك في غضون عشرة أشهر وأسبوعين، جاعلةً من بي تي اس أسرع فنان يحصل على خمس أغاني «رقم واحد» منذ أن فعلها مايكل جاكسون في 1988. وأصبحت بيرمشن تو دانس أغنية بي تي اس المنفردة الرابعة التي يتترسم على قمة مخطط بيلبورد هوت 100، ممددين رقمهم القياسي كأكثر فرقة حصولاً على ترسيمات في قمة المخطط (متعادلين مع جاستن بيبر ودريك وخلف اريانا غراندي التي تمتلك خمسة). وفي مخطط مبيعات الأغاني الرقمية، أصبحت بيرمشن تو دانس ثامن أغنية لبي تي اس تحتل المركز الأول في هذا المخطط. ممددين رقمهم القياسي كأكثر فرقة حصولاً على ترسيمات في قمة هذا المخطط أيضاً. ترسمت بيرمشن تو دانس في قمة مخطط بيلبورد Hot Trending Songs. وهو مخطط من إدارة تويتر ليظهر ماهي الأغاني الأكثر مناقشةً على المنصة.

## الفيديو الموسيقي
يمكن رؤية أعضاء بي تي اس في الفيديو الموسيقي للأغنية وهم يرقصون في مواقع مختلفة ومنها يوجد حيّز مشمس، غرفة غسيل ملابس وفناء خلفي. حصد الفيديو الموسيقي 72.3 مليون مشاهدة في أول 24 ساعة من إصداره في يوتيوب وأصبح سادس أكثر فيديو مشاهدة في أول يوم من إصداره في المنصة.

## الجوائز
على الرغم من أنَ بي تي اس لم يقوموا بالترويج للأغنية بتاتاً في البرامج الموسيقية الكورية ، إلا أن الأغنية نالت منحت بي تي اس فوزاً ثمانية مرّات بالمركز الأول وحقّقت تاجاً ثلاثياً في برنامج انكيغايو

### جوائز البرامج الموسيقية
| البرنامج          | الشبكة المذيعة      | التاريخ       | المصدر |
| ----------------- | ------------------- | ------------- | ------ |
| شوو! أوماك جونشيم | مؤسسة منهوا للإذاعة | 17 يوليو 2021 | [ 18 ] |
| إنكيغايو          | نظام بث سول         | 18 يوليو 2021 | [ 19 ] |
| إنكيغايو          | نظام بث سول         | 8 أغسطس 2021  | [ 20 ] |
| إنكيغايو          | نظام بث سول         | 15 أغسطس 2021 | [ 21 ] |
| شوو تشامبين       | MBC M               | 21 يوليو 2021 | [ 22 ] |
| شوو تشامبين       | MBC M               | 28 يوليو 2021 | [ 23 ] |
| ميوزيك بانك       | نظام البث الكوري    | 23 يوليو 2021 | [ 24 ] |
| ميوزيك بانك       | نظام البث الكوري    | 30 يوليو 2021 | [ 25 ] |

### جوائز شعبيةميلون
| الجائزة                 | التاريخ  | المصدر |
| ----------------------- | -------- | ------ |
| جائزة الشعبية الأسبوعية | 19 يوليو | [ 26 ] |
| جائزة الشعبية الأسبوعية | 26 يوليو | [ 26 ] |
| جائزة الشعبية الأسبوعية | 2 أغسطس  | [ 26 ] |
| جائزة الشعبية الأسبوعية | 9 أغسطس  | [ 26 ] |
| جائزة الشعبية الأسبوعية | 16 أغسطس | [ 26 ] |